# Джеймс, Стефан
Стефан Джеймс (англ. Stephan James; 16 декабря 1993, Торонто) — канадский актёр, наиболее известный благодаря исполнению роли Джесси Оуэнса в биографической драме «Сила воли».

## Биография
Стефан Джеймс родился в Торонто, Онтарио.
Джеймс начал актёрскую карьеру в 2010 году со съёмок на телевидении. За роль в фильме «Снова дома» в 2013 году он был номинирован на премию Canadian Screen Awards как лучший актёр второго плана, но уступил актёру-дебютанту Сержу Каниинде.
В 2014 году Джеймс исполнил роль Джона Льюиса, известного американского политического и общественного деятеля, в фильме «Сельма». В 2016 году роль Джесси Оуэнса в фильме «Сила воли» принесла Стефану Джеймсу победу на церемонии вручения Canadian Screen Awards в номинации «Лучшая мужская роль».
В 2017 году Джеймс исполнил главную роль в сериале Огнестрел, а в 2018—2020 годах снимался в роли Уолтера Круза в сериале «Возвращение домой».

## Фильмография
| Год       |     | Русское название                   | Оригинальное название           | Роль                |
| --------- | --- | ---------------------------------- | ------------------------------- | ------------------- |
| 2010      | тф  | Моя няня — вампир                  | My Babysitter’s a Vampire       | Джок                |
| 2010—2011 | с   | Быть как Инди                      | How to Be Indie                 | Уилфред             |
| 2010—2012 | с   | Деграсси: Следующее поколение      | Degrassi: The Next Generation   | Джулиан Уильямс     |
| 2011      | с   | Моя няня — вампир                  | My Babysitter’s a Vampire       | Джок                |
| 2011      | с   | Улика                              | Clue                            | Дмитрий             |
| 2011      | тф  | 12 рождественских свиданий         | 12 Dates of Christmas           | Майкл               |
| 2012      | с   | Читающий мысли                     | The Listener                    | Ибрахим Айим        |
| 2012      | ф   | Снова дома                         | Home Again                      | Эвертон Сент-Клер   |
| 2012      | с   | Дерзкий Лос-Анджелес               | The L.A. Complex                | Инфинит Джест       |
| 2013      | кор | —                                  | The Railpath Hero               | Деймон Бишоп        |
| 2013      | с   | Надломленные                       | Cracked                         | Бен Омари           |
| 2014      | тф  | История Габриэль Дуглас            | The Gabby Douglas Story         | Джон в 16-18 лет    |
| 2014      | ф   | Школьный проект                    | Perfect Sisters                 | Донни               |
| 2014      | тф  | —                                  | Apple Mortgage Cake             | Уильям Логан        |
| 2014      | ф   | Стая львов                         | Pride of Lions                  | Шейн Джонс          |
| 2014      | тф  | —                                  | Clue: A Movie Mystery Adventure | Дмитрий             |
| 2014      | ф   | Игра на высоте                     | When the Game Stands Tall       | Ти Кей Келли        |
| 2014      | ф   | Сельма                             | Selma                           | Джон Льюис          |
| 2015      | с   | Книга негров                       | The Book of Negroes             | Каммингс Шекспир    |
| 2015      | ф   | Потерявшиеся во тьме               | Lost After Dark                 | Уэсли               |
| 2015      | ф   | Сквозь линию                       | Across the Line                 | Мэтти Слотер        |
| 2015      | тф  | —                                  | Unveiled                        | Дэниел Шепард       |
| 2016      | ф   | Сила воли                          | Race                            | Джесси Оуэнс        |
| 2017      | с   | Огнестрел                          | Shots Fired                     | Престон Терри       |
| 2018      | ф   | Если Бил-стрит могла бы заговорить | If Beale Street Could Talk      | Алонзо «Фонни» Хант |
| 2018—2020 | с   | Возвращение домой                  | Homecoming                      | Уолтер Круз         |
| 2019      | ф   | 21 мост                            | 21 Bridges                      | Майкл Трухильо      |
| 2020      | с   | Свободу Рэйшону                    | #FreeRayshawn                   | Рэйшон              |
| 2021      | ф   | Национальные чемпионы              | National Champions              | Лемаркус Джеймс     |
| 2023      | с   | Маяк 23                            | Beacon 23                       | Халан Кай Нельсон   |
| 2024      | ф   | Уроки фортепиано                   | The Piano Lesson                | Бой Чарльз          |

## Награды и номинации
| Награда        | Год  | Категория                                                                       | Название работы   | Результат |
| -------------- | ---- | ------------------------------------------------------------------------------- | ----------------- | --------- |
| Золотой глобус | 2019 | Лучшая мужская роль в драматическом телесериале                                 | Возвращение домой | Номинация |
| Эмми           | 2020 | Лучшая мужская роль в короткометражном комедийном или драматическом телесериале | Свободу Рэйшону   | Номинация |